# (9610) Vischer
(9610) Vischer est un astéroïde de la ceinture principale.

## Description
(9610) Vischer est un astéroïde de la ceinture principale. Il fut découvert le 2 septembre 1992 à Tautenburg par Freimut Börngen et Lutz Dieter Schmadel. Il possède une orbite caractérisée par un demi-grand axe de 3,17 UA, une excentricité de 0,26 et une inclinaison de 2,5° par rapport à l'écliptique.

## Compléments